# فیلیپ ارسن
فیلیپ اِرسن (فرانسوی: Philippe Hersent‎؛ ‏۲۶ ژوئیهٔ ۱۹۱۲ – ۳۰ دسامبر ۱۹۸۲)  بازیگر فرانسوی بود.
از فیلم‌های او می‌توان به بازی در دیو و دلبر، شمشیر و صلیب، صلیبیون توانا، فرشته سپید و بسیار لذت‌بخش، کاملاً مرده اشاره کرد.